# 香港中學教育 (智障學生)
| 綜合職業訓練中心（高組） |      |      |      |      |      |      |
| 庇護工場（中組）         |      |      |      |      |      |      |
| 展能中心（初組）         |      |      |      |      |      |      |
| 特殊學校                 | 高中 | 中六 | 中六 | 中六 | 中六 | 中六 |
| 特殊學校                 | 高中 | 中五 |      |      |      |      |
| 特殊學校                 | 高中 | 中四 |      |      |      |      |
| 特殊學校                 | 初中 | 中三 | 中三 | 中三 | 中三 | 中三 |
| 特殊學校                 | 初中 | 中二 |      |      |      |      |
| 特殊學校                 | 初中 | 中一 |      |      |      |      |
| 特殊學校                 | 小學 | 小六 | 小六 | 小六 | 小六 | 小六 |
| 特殊學校                 | 小學 | 小五 |      |      |      |      |
| 特殊學校                 | 小學 | 小四 |      |      |      |      |
| 特殊學校                 | 小學 | 小三 |      |      |      |      |
| 特殊學校                 | 小學 | 小二 |      |      |      |      |
| 特殊學校                 | 小學 | 小一 |      |      |      |      |
| 特殊幼兒中心             |      |      |      |      |      |      |
| 早期教育及訓練中心       |      |      |      |      |      |      |

香港中學教育現時以6年制為主，初中及高中各3年；之後可以升讀本地各種成人康復服務。

## 介紹

### 課程簡介
中一至中三課程大部分時間與具體化及生活化息息相關，內容設定在幼稚園至小學程度，甚少出現社會性及學術性理論的；而中四至中六課程作為初中的延續並注重探究式學習，也可以從四至八個的選修科目中選擇其中一兩項。

### 課程架構
智障調適課程包括語文、普通話、英文、數學、常識、普通電腦、設計與科技、家政、德育、音樂、視覺藝術、自理、體育及圖書科等十四個科目。
高中階段是初中的延伸課程，課程注重探究式學習。包括由核心科目、選修科目及其他學習經歷三個部分組成。三個核心科目包括有語文、數學及公民教育科，選修科目包括有體育、視覺藝術、資訊及通訊科技、科技與生活、音樂、設計與應用科技、倫理與宗教和健康管理與社會關懷等，而其他學習經歷有籌備活動、餘暇活動、家事經歷及工作訓練等。

## 參看
- 香港教育
- 香港中學列表